# Lilium matangense
Lilium matangense är en liljeväxtart som beskrevs av Jie Mei Xu. Lilium matangense ingår i släktet liljor, och familjen liljeväxter. Inga underarter finns listade.